# Moltres
Moltres is een fictief wezen uit de Pokémonreeks. Moltres is een van de drie legendarische Pokémon uit de eerste generatie, net als Articuno en Zapdos.
De naam "Moltres" komt van het Engelse woord "molten" (gesmolten) omdat het een Fire-type is. Het woorddeel "-tres" is Spaans voor 'drie', en verwijst naar het feit dat Moltres de derde legendarische vogel is. In dezelfde zin komt 'uno' (één) voor in 'Articuno', en 'dos' (twee) in 'Zapdos', respectievelijk de eerste en tweede legendarische vogel.
Moltres is gebaseerd op een feniks.

## Het personage
Moltres is een grote vogel die vuur kan spuwen. Hij heeft een oranje met rood lichaam, een smalle puntige snavel en waar zijn staartveren horen te zitten zit een klein vlammetje.
Moltres kan vergeleken worden met de vuurtype vogel Ho-Oh. Moltres kan vuur maken waar hij wil. Zijn lichaam is bedekt met vlammen. Iedere keer dat Moltres met zijn vleugels slaat komen er vlammen vanaf.
Moltres’ lichaam laadt vreemd genoeg zijn HP (hit points) op als het in contact komt met magma.

## In computerspellen
Moltres is een Legendarische Pokémon in de GameBoy Advance-spellen dat zijn: Pokémon Pokémon FireRed, Pokémon LeafGreen, Pokémon Ruby, Pokémon Sapphire en Pokémon Emerald en ook in de GameBoy Color spellen; Pokémon Red, Pokémon Blue en Pokémon Yellow.
Hij is alleen in Kanto te vinden. Kanto is het gebied waarin de spellen Red, Blue, Yellow, FireRed en LeafGreen zich afspelen.
Hij is zo zeldzaam omdat je hem in het spel maar één keer kan vangen. Ook kan hij niet paren zodat je er maar één per spel kan krijgen, natuurlijk kan je hem wel ruilen met een link kabel.
In de spellen Pokémon Red en Blue, Pokémon Green(Alleen in Japan verschenen), en Pokémon Yellow, kan je Moltres vinden in de Victory Road. In Pokémon FireRed en LeafGreen is hij ergens anders, namelijk op de top van de Mt. Ember in het eerste Sevii eiland. Je kan hem krijgen na de zevende badge, zodat het makkelijker is om het spel uit te spelen.
In de toekomstige game Pokémon Platinum is Moltres, net zoals Zapdos en Articuno ook in het wild te vangen. Hiervoor moet je eerst de National Dex bezitten. Hierna zijn Moltres en de anderen op dezelfde manier te vangen als Mesprit.
Moltres kan alleen Fire-, Flying- en Normal types aanvallen kan leren, in tegenstelling tot Charizard, die ook grond aanvallen kan leren.

## In de anime
Moltres komt in de afleveringen alleen voor als schim. Bijvoorbeeld als ze een veer van hem vinden.

## Ruilkaartenspel
Er bestaan acht standaard Moltres kaarten, waarvan twee enkel in Japan zijn uitgebracht. Ook bestaan er nog twee Moltres ex-kaarten, een Blaine's Moltres en een Rocket's Moltres. Deze hebben allemaal het type Fire als element. Verder bestaat er nog één Darkness-type Rocket's Moltres ex-kaart. Moltres is ook verschenen op een Colorless combinatiekaart, samen met Articuno en Zapdos.